# Chantal Lauby
Chantal Lauby, née le 23 mars 1948 à Gap (Hautes-Alpes), est une actrice, humoriste et présentatrice de télévision française.
Elle a fait partie du groupe d'humoristes Les Nuls.

## Biographie

### Jeunesse et débuts
Chantal Germaine Lauby naît le  23 mars 1948 à Gap (Hautes-Alpes),,, elle passe son enfance en Auvergne, entre Auzon et Clermont-Ferrand.
Elle commence à la télévision comme speakerine sur ORTF Auvergne, en 1970.
Sa carrière sur les antennes régionales de France 3 et de Radio France la conduit sur la Côte d'Azur où elle se fait remarquer, lors de l'été 1977, en étant la première femme du monde à chevaucher une orque devant les caméras au Marineland d'Antibes,. Elle y fait la rencontre de Bruno Carette, puis est mutée à Marseille.
En 1977, elle est la correspondante locale des jeux de 20h à Cannes.
Sur FR3, avec Bruno Carette, elle présente Azur Rock, Un petit clip vaut mieux qu’une grande claque et Bzzz ! réalisées par Philippe Carrese, des émissions comiques constituées de sketches. Grâce à cette dernière, ils sont repérés par les directeurs des programmes de la jeune chaîne à péage Canal+, Alain de Greef et Albert Mathieu.

### Révélation comique sur Canal + (années 1990)

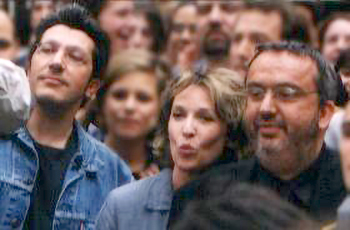
En 1999, l'actrice avec deux de ses compères des Nuls, lors de la dernière de La Grosse Émission.

Lauby et Carette vont alors former Les Nuls avec Alain Chabat et Dominique Farrugia. Leur première création a été un pastiche de séries spatiales Objectif Nul en février 1987.
Elle présente successivement ensuite avec ses acolytes le JTN, un faux journal dans Nulle part ailleurs, TVN 595, puis A.B.C.D. Nuls , émission qui est stoppée en décembre 1989 avec le décès de Bruno Carette. Lauby, Chabat et Farrugia animent ensuite Les Nuls, l'émission de 1990 à 1992, et tournent ensemble la comédie satirique La Cité de la peur, réalisée par Alain Berbérian, qui sort en 1994.
À la suite de la dissolution du groupe, elle se tourne d'abord vers des rôles en télévision (elle sera notamment Louise, personnage principal de la série comique de Canal + Eva Mag). Parallèlement, elle participe aux premiers films réalisés par ses ex-camarades des Nuls : Delphine 1, Yvan 0 (1996), de Dominique Farrugia puis Didier (1997), d'Alain Chabat. Elle tient aussi un second rôle dans la comédie XY, portée par Clémentine Célarié.
Deux comédies lui permettent de défendre des rôles plus développés : en 1999 la comédie dramatique Meilleur Espoir féminin, réalisée par Gérard Jugnot, qui révèle Bérénice Béjo, puis en 2000, la comédie semi-autobiographique Antilles sur Seine, premier long-métrage de Pascal Légitimus. Suivant l'exemple de ces différents acteurs issus de l'humour, elle se lance à son tour dans la réalisation.

#### Publicités
Dans les années 1990, elle joue dans quatre publicités télévisées pour les bonbons La Vosgienne.

### Première réalisation, puis seconds rôles comiques (années 2000)
En 2002, sort ainsi la comédie dramatique Laisse tes mains sur mes hanches, où elle rassemble des personnalités aussi diverses que Claude Perron, Rossy de Palma, Jean-Hugues Anglade, Bernard Menez, Armelle Deutsch, Stéphane Bern, Myriam Boyer ou encore le rappeur Ménélik. La même année, elle fait partie du casting de l'énorme succès Astérix et Obélix : Mission Cléopâtre, deuxième long-métrage réalisé par son ami Alain Chabat.
L'année suivante, c'est Maurice Barthélémy, un autre ex de Canal + qui lui confie un second rôle dans son premier long-métrage, Casablanca Driver.
Par la suite, elle se contente de seconds rôles dans des comédies : Toi et moi (2006), mené par le tandem Marion Cotillard / Julie Depardieu ; la comédie chorale franco-belge Comme tout le monde (2007), avec Gilbert Melki ; la comédie noire Vilaine (2008), avec Marie-Lou Berry dans le rôle-titre. Puis Bruno Podalydès l'intègre à la large distribution de son film choral, Bancs publics (Versailles Rive-Droite) (2009).
La décennie suivante va lui permettre de se diversifier, pour enfin connaître un grand succès dans le registre comique.

### Diversification (années 2010)

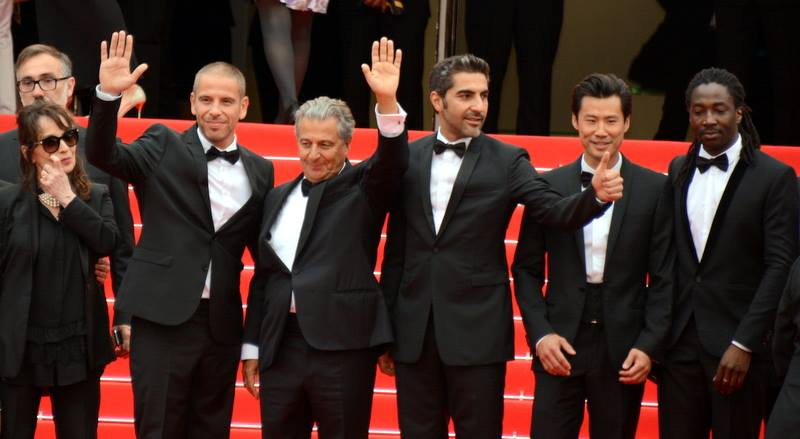
L'actrice en compagnie de la troupe d'acteurs de Qu'est-ce qu'on a fait au Bon Dieu ?, au Festival de Cannes 2014.

Après avoir donné la réplique à Gérard Meylan, principal interprète du film dramatique à petit budget, Le Thanato (2010), de Frédéric Cerulli, elle joue dans le film musical Toi, moi, les autres (2011), secondant le trio Leila Bekhti, Cécile Cassel et Benjamin Siksou. Par ailleurs, à partir du 23 août 2010, elle participe à la matinale de Virgin Radio aux côtés de Bruno Guillon et toute son équipe en tant que voix off.
Parallèlement, elle développe le scénario d'un second film, intitulé Comme un Ouragan, qu'elle imagine comme une comédie dramatique mélancolique. Cependant, sentant qu'elle n'aurait pas la liberté souhaitée, elle abandonne le projet, qui est confié à Olivier Baroux. Devenu Les Tuche, le film devient plus ouvertement une comédie et va connaître un gros succès populaire. C'est elle qui a ainsi choisi Jean-Paul Rouve et Isabelle Nanty dans les rôles principaux, durant les premières étapes du projet.
Chantal Lauby présente en 2012 avec Jean-Luc Lemoine l'émission Génération Canal sur Comédie+. Cette émission regroupe le meilleur de l'humour Canal depuis sa création avec par exemple Les Guignols de l'info, Omar et Fred, Les Nuls, ...

Elle fait aussi une apparition dans un des sketchs de Palmashow l'émission avec Grégoire Ludig et David Marsais intitulé Quand ils préparent une manif.
En 2013, elle joue dans trois films très différents : elle fait d'abord partie du casting choral de la comédie franco-portugaise à succès La Cage dorée, réalisé par Ruben Alves ; puis elle joue la mère du héros (incarné par Pio Marmai) du drame Grand Départ, premier long-métrage de Nicolas Mercier. Enfin, elle joue la mère du héros de la comédie romantique Prêt à tout, de Nicolas Cuche, ici interprété par Max Boublil.
Mais c'est 2014 qui lui permet de tenir des rôles de premier plan, dans deux succès : tout d'abord la comédie dramatique Les Souvenirs (2014), réalisée par un autre ex-humoriste de Canal + et Comédie !, Jean-Paul Rouve ; mais surtout l'énorme succès populaire Qu'est-ce qu'on a fait au Bon Dieu ?, réalisé par Philippe de Chauveron, où elle forme avec Christian Clavier les Verneuil, un couple de sexagénaires français vivant difficilement le mariage de leurs quatre filles avec des hommes d'origines et religions différentes de la leur.
Par la suite, elle revient donc aux comédies : en 2015, elle donne la réplique à Victoria Bedos, scénariste et principale interprète de la comédie Vicky, réalisée par Denis Imbert. Puis en 2016, elle seconde Gérard Depardieu et Medi Sadoun pour la comédie dramatique La Dream Team, réalisée par Thomas Sorriaux ; puis en 2017, elle tient un second rôle dans la comédie romantique Jour J, second long-métrage de Reem Kherici.
Finalement, en septembre 2018, c'est le film Photo de famille, écrit et réalisé par Cécilia Rouaud, qui lui permet de sortir de ce registre comique : elle y incarne une matriache préoccupée, divorcée de Jean-Pierre Bacri et mère d'une fratrie interprétée par Vanessa Paradis, Pierre Deladonchamps et Camille Cottin, l'une des plus récentes révélations comiques de Canal +.
Le 10 octobre 2018, elle retrouve Alain Chabat et Dominique Farrugia pour une émission exceptionnelle de Burger Quiz, relancé par Chabat pour la chaîne TMC.
L'année 2019 est marquée par la sortie de la suite Qu'est-ce qu'on a encore fait au Bon Dieu ?, toujours sous la direction de Philippe de Chauveron. Un nouveau succès, qui dépasse les 5 millions d'entrées un mois après sa sortie.
En 2022, à l'affiche du volet 3 intitulé Qu’est-ce qu’on a tous fait au Bon Dieu.

### Vie privée
Elle est la mère de Jennifer Ayache (née le 9 novembre 1983), chanteuse du groupe pop rock français Superbus.

## Filmographie

### Réalisatrice
- 2000 : Kitchendales
- 2002 : Laisse tes mains sur mes hanches

### Scénariste
- 1994 : La Cité de la peur d'Alain Berberian
- 2000 : Kitchendales de Chantal Lauby
- 2002 : Laisse tes mains sur mes hanches de Chantal Lauby
- 2011 : Les Tuche d'Olivier Baroux

### Actrice

#### Cinéma
- 1978 : Ils sont grands, ces petits de Joël Santoni : Madame Bellon
- 1994 : La Cité de la peur d'Alain Berbérian : Odile Deray
- 1996 : Delphine 1, Yvan 0 de Dominique Farrugia : Mme Hattus
- 1996 : XY de Jean-Paul Lilienfeld : Denise
- 1997 : Didier d'Alain Chabat : Solange
- 1999 : Meilleur Espoir féminin de Gérard Jugnot : Françoise
- 2000 : Antilles sur Seine de Pascal Légitimus : Herman
- 2002 : Astérix et Obélix : Mission Cléopâtre d'Alain Chabat : Cartapus
- 2002 : Laisse tes mains sur mes hanches de Chantal Lauby : Odile Rousselet
- 2003 : Casablanca Driver de Maurice Barthélémy : Cathy Driver
- 2003 : Les Clefs de bagnole de Laurent Baffie : elle-même
- 2006 : Toi et moi de Julie Lopes Curval : Éléonore
- 2006 : Comme tout le monde de Pierre-Paul Renders : Françoise
- 2008 : Vilaine de Jean-Patrick Benes : la mère de Mélanie
- 2009 : Bancs publics (Versailles Rive-Droite) de Bruno Podalydès : Pascale
- 2010 : Le Thanato de Frédéric Cerulli : Klavinski
- 2011 : Toi, moi, les autres d'Audrey Estrogo : Valérie
- 2012 : Sur la piste du Marsupilami d'Alain Chabat : la narratrice du documentaire animalier (voix-off)
- 2013 : La Cage dorée de Ruben Alves : Solange Caillaux
- 2013 : Grand Départ de Nicolas Mercier : Danielle
- 2013 : Prêt à tout de Nicolas Cuche : Chantal
- 2014 : Qu'est-ce qu'on a fait au Bon Dieu ? de Philippe de Chauveron : Marie Verneuil
- 2014 : Les Souvenirs de Jean-Paul Rouve : Nathalie
- 2015 : Vicky de Denis Imbert : la mère de Vicky
- 2016 : La Dream Team de Thomas Sorriaux : l'agent
- 2017 : Jour J de Reem Kherici : Marie
- 2018 : Photo de famille de Cécilia Rouaud : Claudine
- 2019 : Qu'est-ce qu'on a encore fait au Bon Dieu ? de Philippe de Chauveron : Marie Verneuil
- 2019 : Docteur ? de Tristan Séguéla : Voix du standard de SOS Médecins
- 2020 : Sol de Jézabel Marques : Sol Cortis
- 2022 : Qu'est-ce qu'on a tous fait au Bon Dieu ? de Philippe de Chauveron : Marie Verneuil
- 2024 : 14 Jours pour aller mieux d'Édouard Pluvieux : Madeleine
- 2024 : À l’ancienne de Hervé Mimran : Nadège
- 2024 : Les Cadeaux de Raphaële Moussafir et Christophe Offenstein

#### Courts métrages
- 1995 : Arthur de Félicie Dutertre et François Rabes
- 2000 : En solitaire de Stéphane Kazandjian
- 2001 : La panne de Frédéric Cerruli
- 2011 : apparition dans le clip Money Money du groupe PZK
- 2014 : brève apparition dans le clip de la chanson Ma colère de Yannick Noah (1 min 43 s)

#### Télévision

##### Téléfilms
- 1996 : Le secret de Julia de Philomène Esposito : Julia
- 1997 : Maintenant ou jamais de Jérôme Foulon : Yolande
- 1998 : Telle mère telle fille d'Élisabeth Rappeneau : Élisabeth Gestin
- 2010 : Le grand ménage de Régis Musset : Myriam
- 2010 : Le Grand Restaurant  de Gérard Pullicino : une cliente
- 2022 : Le Grand Restaurant : La guerre de l'étoile de Pierre Palmade.

##### Séries télévisées
- 1988 : Palace (1 épisode, Léonie Plantagrain, « la femme qui commande une bise pour son mari »)
- 1999 - 2000 : Eva Mag (rôle principal, 21 épisodes, Canal+, puis Comédie!).
- 2001,2004 : Caméra Café (2 épisodes) : Emma, ancienne collègue licenciée devenue agent de répression fiscale
- 2012 : Victoire Bonnot (1 épisode)
- 2012 : Bref (1 épisode, elle-même)
- 2012 : Hello Geekette (web-série, 1 épisode).
- 2013 : Y'a pas d'âge, de Jérome Commandeur (1 épisode).
- 2014-2015 : Frères d'armes, série télévisée historique de Rachid Bouchareb et Pascal Blanchard : présentation de Jules Mondoloni
- 2024 : Les enfants sont rois de Sébastien Marnier (série Disney+) : Isabelle
- 2025: Astérix et Obélix: Le Combat des chefs (série Netflix) : la mère de famille romaine (1 épisode)

## Théâtre
- 1990 : Vite une femme de Daniel Prévost, mise en scène Jean-Luc Moreau, Théâtre Michel
- 1997 : La Terrasse de Jean-Claude Carrière, mise en scène Bernard Murat, Théâtre Antoine

## Discographie
- Bizet Come Back, parodie de l’opéra Carmen de Bizet, paroles de Pierre Jolivet, 45 tours Crypto ZB 8170 (1978).
- Reprise de L'été indien de Joe Dassin, avec Vincent Malone à la trompette. (1995).
- Paris super tango, enregistrement inédit.
- Tous mes mensonges, Salvatore Adamo (2010)

## Distinctions

### Décorations
Le 31 décembre 2019, Chantal Lauby est nommée au grade de chevalier dans l'ordre national de la Légion d'honneur au titre de « comédienne, scénariste, réalisatrice ; 42 ans de services ».
Le 17 octobre 2022, elle est promue au grade de commandeur dans l'ordre des Arts et des Lettres.

### Récompenses
En 2013, elle obtient le prix d'interprétation au Festival international du film de comédie de l'Alpe d'Huez pour La Cage dorée de Ruben Alves

## Pour approfondir